# Dürers Selbstbildnisse
Die Selbstbildnisse des Malers und Grafikers Albrecht Dürer gehören zu den bekanntesten Selbstporträts der Kunstgeschichte.

## Selbstbildnis des Dreizehnjährigen (I)
Diese im Alter von 13 Jahren angefertigte Zeichnung ist das älteste erhaltene Selbstporträt Albrecht Dürers. Gezeichnet hat er das Bild mit dem Silberstift, und dies in jenem Jahr, in dem er in der Werkstatt seines Vaters Albrecht Dürer des Älteren eine Lehre zum Goldschmied begann. Er selbst allerdings tendierte bereits zu dieser Zeit zum Malerberuf. Der junge Dürer präsentiert sich im Dreiviertelprofil mit Kappe und einem ausgestreckten Zeigefinger, dem sein Blick folgt. Der ausgestreckte Zeigefinger findet sich auch in Darstellungen des Apostels Johannes unter dem Kreuz, wie er überdeutlich auf dem gut dreißig Jahre später entstandenen Isenheimer Altar von Matthias Grünewald dargestellt ist.
Albrecht Dürer schuf dieses Bild mit Silberstift, einem Werkzeug, das keine Korrekturen zulässt. Gelernt hat er die Silberstifttechnik in der Goldschmiedewerkstatt seines Vaters.
Die spätere Inschrift zu diesem Porträt lautet:
„Dz hab Ich aws eim spigell nach mir selbs kunterfet Im 1484 Jar Do ich noch ein kint was. Abrecht Dürer“

## Selbstbildnis des Dreizehnjährigen (II)
Vermutlich aus dem gleichen Jahr wie die Silberstiftzeichnung in Wien ist ein weiteres Bildnis eines dreizehnjährigen Jungen überliefert, das sich ehemals in den Sammlungen des Pommerschen Geschichtsvereins in Stettin befand. Dabei handelt es sich um eine auf Papier ausgeführte Ölmalerei, die das leicht nach rechts gedrehte Brustbild eines Jungen zeigt. Es trägt oben das nicht ganz sicher entzifferte Datum 1484 und unten die Aufschrift:
im 13 iar was ich
Dieses Bild war Teil eines Kontobuches des Herzogs Philipp II. von Pommern und wurde 1927 von dem damaligen Kustos der Sammlung veröffentlicht. 1928 wurde es von den Dürerforschern Hans und Erica Tietze eingehend untersucht. Aufgrund des schlechten Erhaltungszustandes wollten sie nicht entscheiden, ob es sich um eine originale Arbeit des jungen Dürer oder um eine Kopie nach einem verlorenen Werk handelt. Allgemein anerkannt wurde die Ähnlichkeit des Dargestellten mit der Wiener Silberstiftzeichnung. Da die Ausführung des Bildes aber als sehr grob und für den jungen Dürer nicht würdig bezeichnet wurde, geht man heute mehrheitlich davon aus, dass es sich um eine wahrscheinlich gegen 1500 in Augsburg angefertigte Kopie handelt.

## Selbstbildnis mit Eryngium
Das Selbstbildnis mit Eryngium ist das früheste von Dürer gemalte Selbstporträt. Dem Bild gingen zwei Studien aus den Jahren 1491 und 1493 voraus. Die erste zeigt den jungen Dürer mit aufgestütztem Kopf und grübelndem Blick, während die zweite Skizze neben einem Selbstbildnis in Frontalansicht eine Studie seiner eigenen Hand (vermutlich eine nicht ausgeführte Blume oder Zeichenfeder haltend) zeigt.

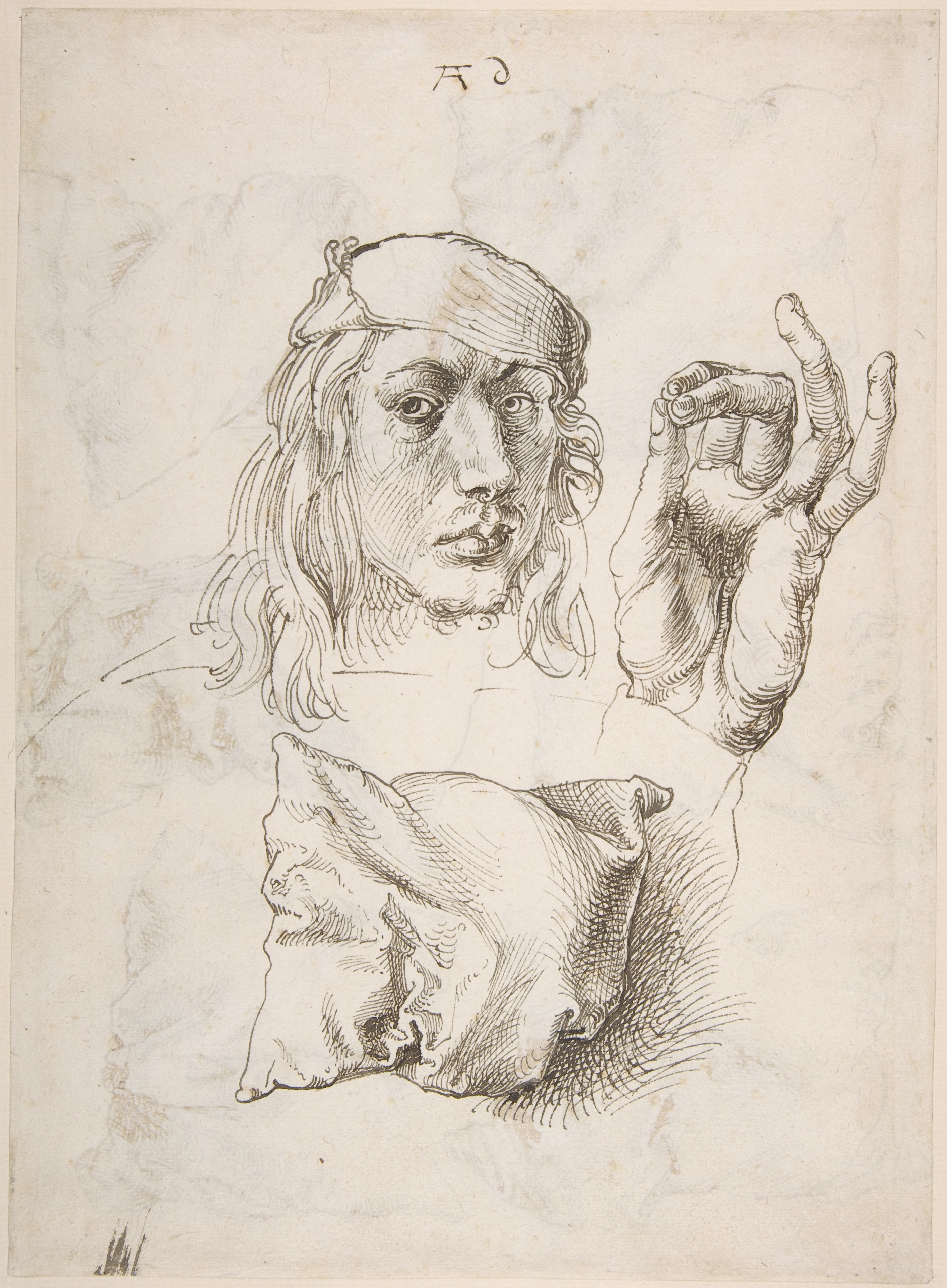
Selbstbildnis mit Kissen (Metropolitan Museum of Art, New York)
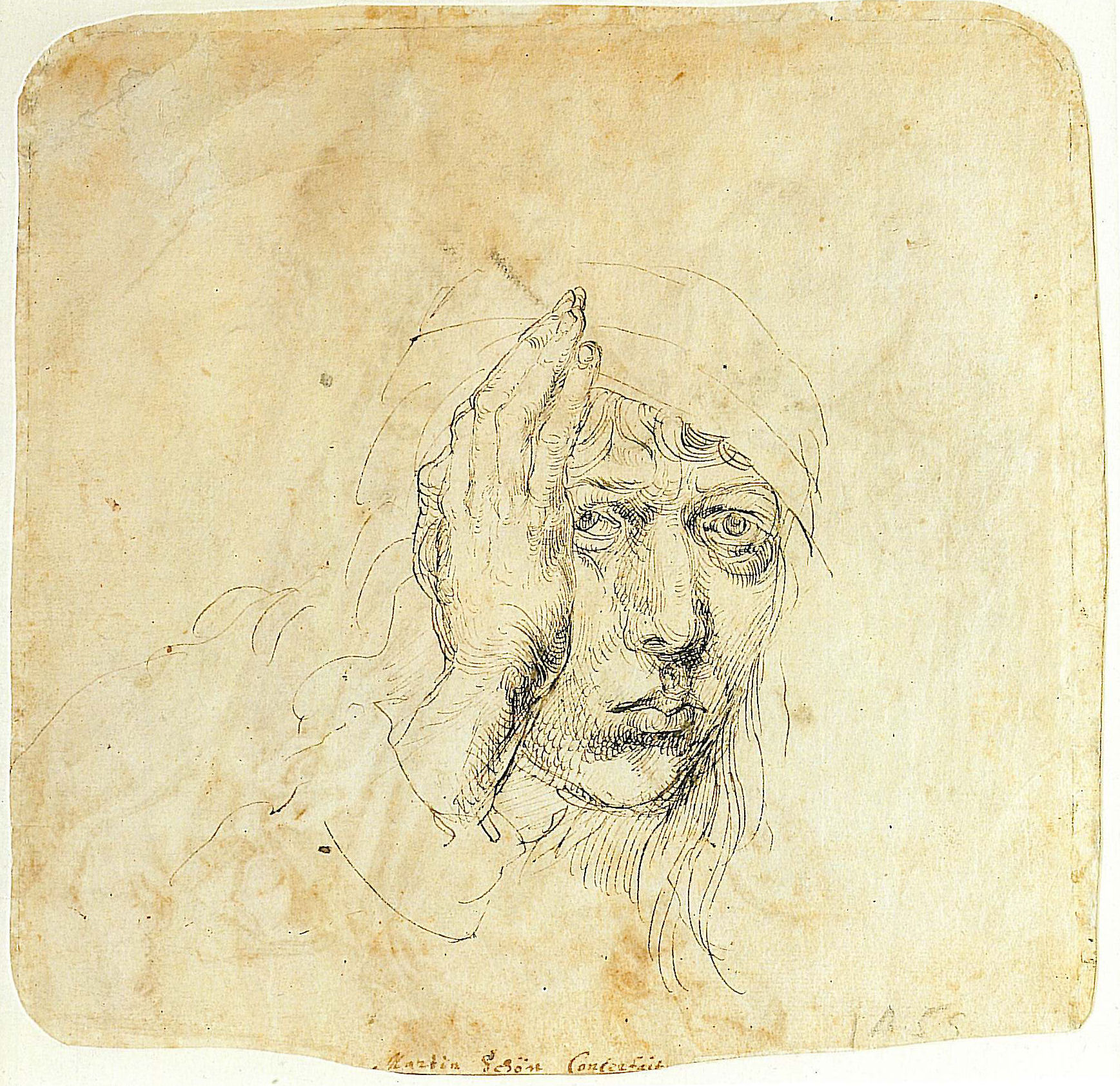
Selbstbildnis mit Binde (Graphische Sammlung der Universitätsbibliothek Erlangen-Nürnberg)

Dieses Selbstbildnis dokumentiert Dürers Aussehen im Alter von 22 Jahren. Er malte es in Straßburg während seiner Wanderzeit, bevor er zurück nach Nürnberg ging und Agnes Frey, die Tochter eines sehr angesehenen Bürgers, heiratete, die sein Vater für ihn ausgesucht hatte. Das Bild zeigt den jungen Dürer mit der distelähnlichen Pflanze Eryngium campestre (= lat. Mannstreu) in der rechten Hand, was als Symbol auf die Passion Christi hindeutet und einen Verweis auf die Dornenkrone enthält. Im Hortus Sanitatis von 1485 wird dieser Pflanze jedoch die Wirkung eines Aphrodisiakums zugeschrieben. Johann Wolfgang von Goethe, der im Jahr 1805 in Helmstedt eine Kopie des Bildes sah, hielt es deshalb für eine Brautwerbungsgabe für Agnes Frey.
Eine Inschrift am oberen Bildrand unter der Jahreszahl 1493 lautet folgendermaßen:
My sach die gat / als es oben schtat
Diese Inschrift könnte man folgendermaßen in modernes Deutsch übertragen:
Meine Sachen werden von oben bestimmt.
Zum Ausdruck kommt damit Dürers Gottesergebenheit, die schon mit dem Eryngium angedeutet wird.
Auffällig ist der „schiefe“ Blick, ein Kennzeichen fast aller Selbstbildnisse Dürers. Die rechte Pupille ist im äußersten Augenwinkel, während die linke Pupille geradeaus schaut. Dieser Blick ist damit zu erklären, dass sich Dürer von der Seite im Spiegel betrachtete.
Über die Bedeutung des Eryngium wurde viel gerätselt. Angesichts der Tatsache, dass das Eryngium im Volksmund auch „Mannstreu“ genannt wird, wurde es auf die bevorstehende Heirat mit Agnes Frey bezogen, welche in seiner Abwesenheit ausgehandelt wurde. Es wird auch behauptet, Dürer habe sein Selbstbildnis auf Pergament gemalt, um es seiner Verlobten leichter schicken zu können. Dieser Vermutung widerspricht jedoch die Inschrift: „My sach die gat / Als es oben schtat“. Dieser Ausdruck des Gottvertrauens ist nur schwer im Zusammenhang mit einer Brautwerbung zu sehen. Wahrscheinlich hat Dürer das Gemälde wie seine anderen Selbstbildnisse für sich selbst angefertigt.

## Selbstbildnis mit Landschaft (Madrider Selbstbildnis)
Das Selbstbildnis mit Landschaft zeigt Dürer in Kleidung eines eleganten Patriziers, nicht in der Arbeitskleidung eines Kunsthandwerkers. Die Inschrift am rechten Bildrand lautet folgendermaßen:

1498. Das malt’ ich nach meiner Gestalt. Ich war 26 Jahr' alt.

Darunter steht das Monogramm Dürers mit den Initialen AD, das in fast allen seinen Werken vorkommt.
Die Mütze entspricht der neuesten Mode seiner Zeit und das Gewand mit der feinen Stickerei am Saum war ebenfalls elegant, denn Dürer war modebewusst und stolz. Die sorgfältige Ausführung der Haarlocken, die wie in Gold graviert scheinen, zeugt von der Lehrzeit in der Goldschmiede-Werkstatt seines Vaters.
Auf seinem Weg nach Venedig überquerte Dürer die Alpen, wobei ihn die Gebirgslandschaft so sehr beeindruckte, dass er sie in Zeichnungen festhielt und später dazu benutzte, um Hintergründe zu gestalten.
Die entspannte Position mit dem Arm auf einem Sims und dem leicht gedrehten Kopf sowie dem Fenster im Hintergrund zeigt, dass Dürer die neuesten Ansätze venezianischer Porträtkunst übernommen hat. Andererseits verweist die Weigerung, sein Gesicht zu idealisieren, auf die nördlichen Traditionen seiner deutschen Heimat.
In Deutschland wurden zu Dürers Zeiten – anders als zum Beispiel in Italien – Künstler noch als Handwerker angesehen. Dürer stellt sich hier als aristokratischen, stolzen jungen Mann mit Ringellöckchen dar, der Gelassenheit zur Schau trägt. Sr. Wendy Becket meint dazu:

Seine modische, aufwendige Kleidung verrät ebenso wie die dramatische Berglandschaft, die man durch das Fenster sieht (und die seinen erweiterten Horizont andeuten soll), daß er sich selbst für alles andere als einen beschränkten Provinzler hielt.

In Kindlers Malereilexikon heißt es zu diesem Selbstbildnis:

Es scheint, daß ihm dieses glanzvolle Madrider Selbstbildnis eine ganze Reihe von Aufträgen einbrachte; denn in den nächsten Jahren entstanden ähnlich angelegte, aber einfachere Bildnisse, vor allem der Familie Tucher im Jahre 1499, die in ihrer energischen
Durchmodellierung sehr viel über das neue Standesbewußtsein dieses reichen Bürgertums aussagen.

Das Bild gelangte in den Besitz des Königs Charles I. von England, der es als Geschenk von Lord Arundel erhielt. Lord Arundel wiederum hatte es vom Nürnberger Stadtrat geschenkt bekommen.
Nach der Hinrichtung von König Charles im Jahr 1649 kaufte der spanische Botschafter Alonso de Cárdenas im Geheimauftrag König Philipp IV. das Porträt, wodurch es nach Spanien und letzten Endes in den Prado kam.
Das Bild ist im Set der Playmobil Sonderfigur Albrecht Dürer als Miniatur enthalten.

## Selbstbildnis im Pelzrock (Münchner Selbstbildnis)
Das Selbstbildnis im Pelzrock befindet sich in der Alten Pinakothek in München. Im Gegensatz zu anderen Selbstbildnissen und Porträts hat Dürer hier nicht die Dreiviertelansicht, sondern die Frontalansicht gewählt. Dadurch entstand ein symmetrisches Porträt, wie es für Christusdarstellungen verwendet wurde. Für Dürer war dies womöglich eine Auslegung der Lehre von der Imitatio Christi und ein Beweis für seinen Glauben an den Künstler als den Nachschöpfer Gottes (Divino artista).
Die rechte Hand liegt mit einer eigenartigen Fingerhaltung auf dem Pelzstreifen, während die Linke überhaupt nicht abgebildet ist. Es ist das einzige Selbstbildnis Dürers, auf dem die Malhand nicht dargestellt ist. Es ist aber nicht eindeutig zu sagen, ob Dürer sein Spiegelbild auf den lindenhölzernen Bildträger malte oder ob er dem Betrachter in natürlicher Ansichtigkeit gegenübertritt. Im Spiegelbild wäre Dürers sichtbare Hand die linke, im anderen Fall seine rechte, die Malerhand. Für die Spiegelbildthese spricht Dürers Selbstporträt, das er 1484 im Alter von 13 oder 14 Jahren mit Silberstift zeichnete und später inschriftlich als Spiegelbild ausgab (Albertina, Graphische Sammlung, Wien). Auch auf diesem frühen Selbstbildnis ist Dürers Rechte ostentativ verborgen. In seiner Rede zum Ruhm der Künste erwähnte Christoph Scheurl  1508 Dürer ausführlich und ein nicht näher bestimmtes Selbstporträt, das dieser nach einem Spiegel gemalt habe. Die Aussage verbrämte er mit dem gelehrten Verweis auf die antike Malerin Marcia, die bei Plinius dem Älteren im 35. Buch der „Naturalis historia“ noch Iaia aus Kyzikos hieß und von Giovanni Boccaccio zwischen 1360 und 1362 in seinem Buch „De claris mulieribus“ Marcia genannt wurde.
In Höhe der Augen befinden sich zwei Inschriften: links oben das Monogramm mit den Initialen AD, das in fast allen seinen Werken vorkommt, und die Jahreszahl 1500.

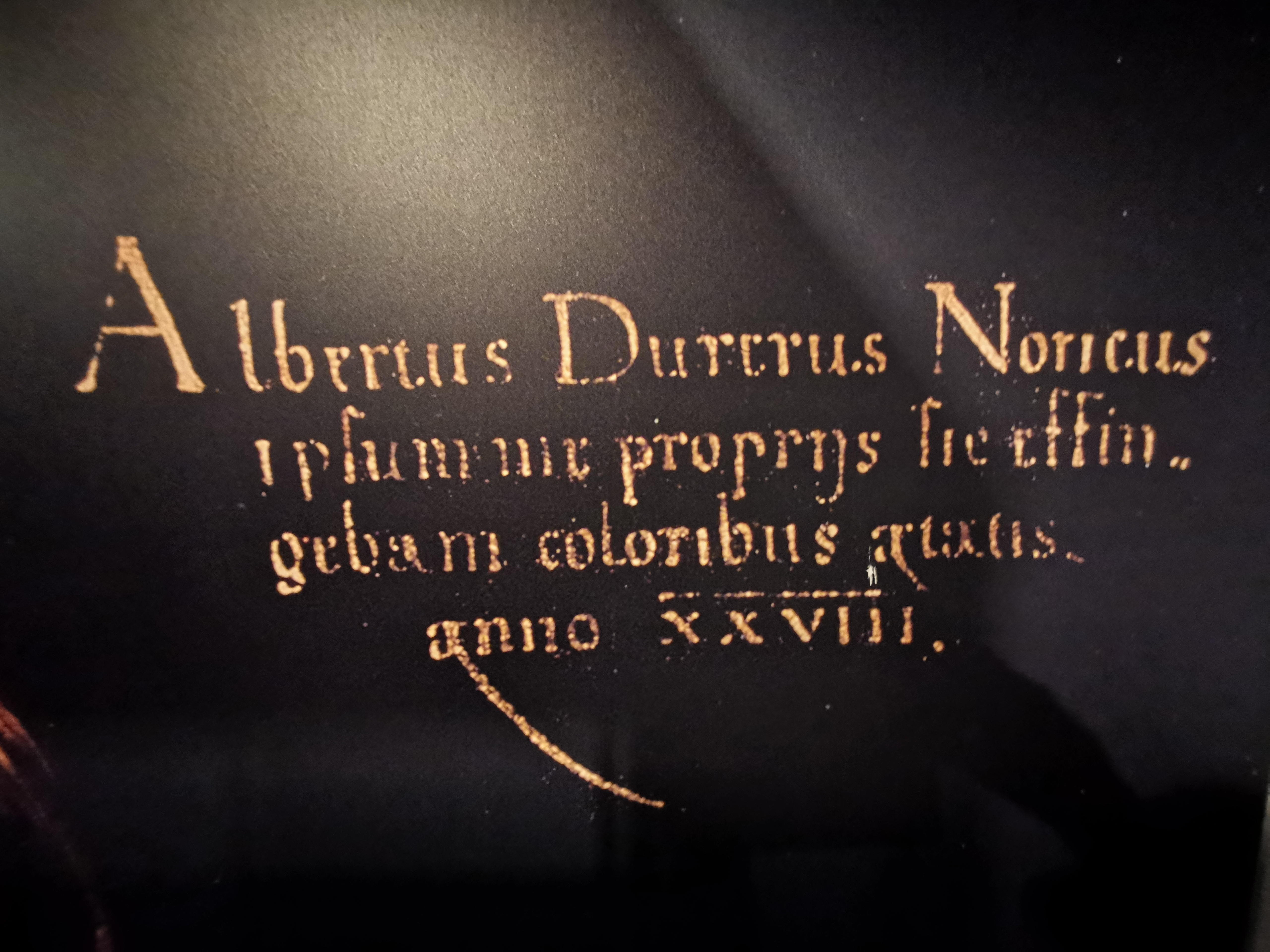
Rechte Inschrift des Gemäldes „Selbstbildnis im Pelzrock“

Eine vierzeilige lateinische Inschrift am rechten oberen Bildrand lautet:

Albertus Durerus Noricus / ipsum me propriis sic effin / gebam coloribus aetatis / anno XXVIII

In der deutschen Übersetzung heißt dies:

So malte ich, Albrecht Dürer aus Nürnberg, mich selbst in naturgetreuen Farben im Alter von 28 Jahren.

Es ist wahrscheinlich, dass diese Beschriftung erst später hinzugefügt wurde. Sie steht in einer Kartusche, die die Form eines Schmetterlings aufweist und nur schwer zu erkennen ist.
In Kindlers Malereilexikon heißt es zu diesem Selbstbildnis:

Von größter Bedeutung für das gesamte Schaffen des Meisters ist das in jeder Beziehung so grundsätzlich andere, berühmte Münchner Selbstbildnis von 1500. Die ganz unberührt erhaltene Bildtafel zeigt den Meister in strenger symmetrischer Vorderansicht und in einer
Idealisierung, die eine Erinnerung an frühe Christusdarstellungen wachruft.

Lange Zeit ist in der Kunstgeschichte die Bedeutung des Pelzes in Dürers Münchner Selbstbildnis unbeachtet geblieben. Dies ist umso erstaunlicher, als Dürer sehr deutlich mit seiner sichtbaren Hand in das Kragenfell hineingreift, als wolle er den Betrachter auf die Beschaffenheit seines Pelzes nicht ohne Stolz aufmerksam machen. Bei Dürers Oberbekleidung handelt es sich um eine langärmlige Mantelart, die um 1500 Schaube oder auch Pelzschaube genannt wurde. Diese war vorne mittig zugeknöpft und hatte im Brustbereich einen weiten V-Ausschnitt, der mit einem weiten Kragen versehen war. Je nach Stand konnte der Schaubenträger den Kragen verschieden dekorieren und mit Pelzen verzieren. Eine Besonderheit von Dürers Schaube sind die horizontal geschlitzten Ärmel an den Oberarmen, wo sie unterbrochen scheinen und das weiße Untergewand freigeben. In den Schaubendarstellungen um 1500 scheint der Typus in der bildenden Kunst eine Ausnahme darzustellen.
Ungleich wichtiger jedoch ist auf Dürers Selbstbildnis der Schaube wichtigstes Attribut, der dichte Pelzbesatz am Kragen, der über der Brust in handbreiten Bahnen v-förmig übereinandergelegt ist. Jedes einzelne Haar ist mit feinem Pinselstrich aufgetragen und in seiner Färbung und Beleuchtung von der Spitze bis zum unteren Schaft in unterschiedlichen Brauntönen differenziert. In der schummrig gedämpften Ausleuchtung des diffusen Bildraumes hebt sich der Pelz kontrastreich vom etwas helleren Braun des übrigen Mantelstoffes ab. Der Aufwand, mit dem sich Dürer seiner Darstellung angenommen hat, und seine Hand, deren filigrane Finger ebenso darauf deuten wie vorsichtig hineingreifen, sind wichtige Indizien, die dem dargestellten Kleidungsstück und vor allem dem dazugehörigen Pelz eine hohe Bedeutung verleihen. Insbesondere auf die Pelzsorte kam es bei den Männern um 1500 an, denen je nach Stand exakte Vorschriften gemacht wurden. Referenzwerk für die reichsübergreifenden Kleiderordnungen ist die Reichspolizeiordnung von 1530. Sie stellt den verbindlichen Abschluss einer 35 Jahre währenden legislativen Entwicklung dar, der Grundgesetzqualitäten aufweist, und deklariert den Marderpelz als bedeutendstes Insigne der Schaube.
Die Kleiderordnung der Zeit schrieb vor, dass der Marderpelz nur den städtischen Eliten im deutschen Raum vorbehalten war. Sie mussten reich sein, dem Adel oder Patriziat angehören und damit ratsfähig sein, also durch ihren hohen gesellschaftlichen Stand die Möglichkeit besitzen, in den Stadtrat (Regierung der Stadt) gewählt zu werden. Dürer erfüllte beide Bedingungen um 1500 nicht. Er war zu dieser Zeit weder reich noch war er ratsfähig, denn er zählte als Maler zu jenen Handwerkern, die noch nicht einmal durch eine Zunft aufgewertet wurden. Es ist deshalb nicht auszuschließen, dass die Datierung und Signatur auf dem Selbstbildnis eine nachträgliche Fälschung ist. Und es ist auf Grund von Dürers Marderpelz ebenfalls nicht auszuschließen, dass er sein Selbstbildnis erst 1509 malte, als er schließlich ratsfähig und sogar in den Nürnberger Großen Rat gewählt wurde.
Beachtet man die historische Bedeutung des Marderpelzes im Bild, dann nimmt Dürers Münchner Selbstbildnis eine bislang unbeachtete Bedeutung an. Denn indem Dürer sich erstmals unter den Künstlerselbstbildnissen mit dem Insigne gesellschaftlicher Eliten darstellt, hebt er nicht nur sein eigenes Image, er nobilitiert darüber hinaus auch die Malerei. Vermutlich geht es Dürer abseits seiner künstlerischen Berufung aber auch um eine rechtspolitische Aussage in seinem ungewöhnlichen Selbstporträt. Denn weil er als Ratsherr zu sehen ist, verweist er auf dessen amtlichen Bezug zur Rechtsprechung. In zahlreichen Bildquellen der Zeit (Holbein d. J., Grien, Cranach d. Ä., Breu d. Ä. usw.) wird die Pelzschaube eindeutig als Richterinsigne eingesetzt.
Auch Dürer scheint sie so zu verstehen. Und durch seine betonte Christusähnlichkeit (imitatio Christi) erscheint Dürer wie ein Weltenrichter. Dieser Zusammenhang ist nur zu verstehen, wenn man sich vor Augen hält, dass Dürer mit den Rechtsverhältnissen seiner Zeit überaus unzufrieden gewesen ist, was durch den langsamen Fortschritt der Reichsrechtsreform hervorgerufen wurde. Das mittelalterliche Gewohnheitsrecht wurde durch das verschriftlichte, kanonische Recht nach justinianischem Vorbild ersetzt. Zwar sorgte die Rechtskodifizierung und ihr gelehrtes Richtertum letztendlich für eine Verbesserung und Objektivierung der Gerechtigkeit, von der wir noch heute profitieren, doch der Weg dorthin war steinig, und nicht nur Dürer erlebte die Umstellung als bedrohliche Rechtsunsicherheit.
Der Rechtsbegriff war aber nicht nur auf die Jurisdiktion bezogen. Vielmehr ist er auch in der Kunst der Renaissance gebräuchlich, weil man damals die Kunst als Urteilskraft über die Weltdeutung verstand. In der Kunsttheorie ist es vor allem der Begriff des giudizio dell’occhio, das Urteil des Auges des Künstlers, welches Maß, Zahl und Proportion zu beurteilen hat, um Schönheit zu schaffen. Il giudizio dell’occhio meint das Augenmaß, welches gottgegeben ist. Und allein mit diesem Augenmaß ist es möglich, die gesamte sichtbare Weltordnung zu erfassen (Marsilio Ficino). Giorgio Vasari verwendete in diesem Zusammenhang später sogar den Begriff giudizio universale. Die italienische Kunsttheorie hatte bekanntlich einigen Einfluss auf Dürers Kunstanschauungen. Für ihn war die Proportionsforschung des Künstlers das Fundament seines freischöpferischen Schaffens aus dem Geiste.
Dürer betont, dass der Künstler Augenmaß, das dem italienischen giudizio dell’occhio entspricht, durch das Üben an der Natur erwirbt. Erst die ausgiebige Vermessung der Natur und ihrer Objekte ermöglicht den Erwerb des Augenmaßes, welches Voraussetzung für die Erkennbarkeit der Schönheit ist. Und bemerkenswert ist, dass Dürer die Definition der Schönheit von der Urteilskraft des Künstlers abhängig macht. Dessen Urteil über die Schönheit vergleicht Dürer dezidiert mit dem Akt der Rechtsetzung; in seinen Entwürfen (1512) zur Einleitung für sein Lehrbuch der Malerei schreibt Dürer:
„Etwas ‚schön‘ zu heißen, will ich hier also setzen, wie etliche ‚recht‘ gesetzt sind: also was alle Welt für recht schätzt, das halten wir für recht. Also auch das, was alle Welt für schön achtet, das wollen wir auch für schön halten, und uns bemühen, dies machen.“
Hier wird die Schönheit als Teil der gottgegebenen Naturgesetzlichkeit gesehen, die auf den Verhältnissen von Maß, Zahl und Gewicht fußt. Innerhalb der Koordinaten von Rechtsnorm und Proportionsgesetz ist für Dürer die Weltordnung eingebettet, die durch den Künstler ihre – im platonischen Sinn – wirkliche Sichtbarkeit erhält. Die göttliche Wertordnung versteht Dürer als ganzheitliche Gegebenheit, der das Maß im Sinne der Proportion ebenso eingeschrieben ist wie das Maß im Sinne menschlicher Verhaltensweisen. Das göttliche Maß ist demnach auch moralisch zu verstehen, weshalb Hybris gleichzusetzen ist mit Vermessenheit. Das Maß der Zahl und das Maß der Tat sind vereint und durch ihre proportionale Formvollendung in mathematischem und moralischem Sinn stellen sie das maßvolle Gleichgewicht wieder her. Für Dürer liegt die Vollkommenheit der Kunst in der Mäßigung von Zahl und Moral.
Während Dürer im Münchner Selbstporträt also einerseits seine eigene Person promovierte und sich mittels der Pelzschaube als Mitglied der gesellschaftlichen Stadtelite veranschaulichte, spielt das Gemälde mit Dürers Christusähnlichkeit andererseits auf Justitia an, die höchste Herrschertugend, die wiederum durch die juristische Konnotation der Schaube mit dem Pelz des Rückenmarders ihr zeichenhaftes Pendant erhält. Doch die höchsten Weihen erhält die Ikonologie des Gemäldes durch den eindeutig kunsttheoretischen Bezug.
Dürer sieht die Berührungspunkte von Kunst und Gerechtigkeit in Maß und Proportion der Weltordnung. Der universelle Anspruch der Bildaussage fußt auf der deutlichen Ähnlichkeit mit der Christusikone. In ihr verschmelzen – für diese Deutung ist die Symbolik der Marderschaube essenziell – der Künstler als Schöpfergott und der eschatologische Richterbegriff.
Das Selbstbildnis im Pelzrock war vermutlich nicht zum Verkauf bestimmt. Seine ursprüngliche Funktion liegt im Dunkeln, weil schriftliche Quellen über das Selbstbildnis erst ab 1577 vorhanden sind, als Karel van Mander das Bild im Nürnberger Rathaus gesehen haben will. 1805 erwarb es die Zentralgemäldegaleriedirektion der Münchner Pinakothek, wo es die letzten zwei Jahrhunderte verblieb.
Von Dezember 1800 bis März 1801 wurde die Reichsstadt Nürnberg wieder von französischen Truppen besetzt. Während dieser zweiten Okkupation hält sich von Ende Januar bis Anfang März 1801 der aus Paris geschickte Kunstkommissar François-Marie Neveu in Nürnberg auf, um Kunstschätze zur Vervollständigung des im Aufbau befindlichen Louvre in Paris zu konfiszieren.
Dabei requiriert der französische Kommissar François-Marie Neveu auch ein Gemälde nach dem Selbstbildnis von Albrecht Dürer aus dem Jahre 1500. Er bemerkt nicht, dass es sich dabei nicht um das Original handelt, und schickt es mit anderen Bildern, Handschriften und Inkunabeln von beachtlichem Wert aus dem städtischen Besitz in den Louvre nach Paris. Das Original war heimlich mit einer Dürer-Reproduktion eines unbekannten Malers aus dem Kunsthandel von Abraham Wolfgang Küfner vertauscht worden. Diese Widerstandsaktion gegen die französische Besetzung geschah in Zusammenarbeit mit dem Ratsconsulenten der Reichsstadt Nürnberg Georg Gustav Petz von Lichtenhof, wie sich 1805 zeigt.
Am 15. Juli 1805 wird ein Angebotsschreiben von Georg Gustav Petz von Lichtenhof und dem Kunsthändler Abraham Wolfgang Küfner an die kurfürstliche Galerie in München zum Ankauf des „Selbstbildnis aus dem Jahr 1500 von Albrecht Dürer“ für 600 Gulden geschickt. Die Abschrift des originalen Angebotsschreibens liegt heute im Archiv der Bayerischen Staatsgemäldesammlungen. Der Generaldirektor Johann Christian von Mannlich kaufte das Original-Dürer-Selbstbildnis an. Dadurch ist heute Albrecht Dürers Selbstbildnis in der Alten Pinakothek in München. Es wurde zur Jubiläumsschau 2012 auch nicht nach Nürnberg verliehen, was eine heftige Kontroverse in den Medien hervorrief, allerdings kamen die Restauratoren der beiden beteiligten Museen übereinstimmend zu dem Ergebnis, dass ein Transport des Gemäldes angesichts seines fragilen Zustandes nicht vertretbar sei.
Das Original des Dürer-Selbstbildnisses war damals schon 20 Jahre im Eigentum des Georg Gustav Petz von Lichtenhof, der es 1785 bei einer Nachlassauktion des J. G. Friedrich von Hagen, dem Besitzer von Schloss Oberbürg im Nürnberger Vorort Laufamholz, erworben hatte. Abraham Wolfgang Küfner war beim Verkauf 1805 nach München der Kunstsachverständige. Mit dem Verkauf wurde gleichzeitig das „Beweismittel“ für die lebensgefährliche Vertauschung mit einer Reproduktion im Jahr 1801 „beseitigt“ und so die Gefahr einer Bestrafung durch die Franzosen gebannt.
Durch diesen regulären Verkauf gelangte das Original-Dürer-Selbstbildnis von Nürnberg nach München.
Heute sind im Dürerhaus Nürnberg nur Reproduktionen der Gemälde von Albrecht Dürer zu sehen.
Das Gemälde bildete das Motiv für das flächenmäßig größte Puzzle der Welt. Mit mehr als 300 m² und über 1700 Teilen wurde das Werk über zwei Tage gepuzzelt.

## Selbstporträt als Akt
Das Selbstporträt als Akt oder auch nur Aktstudie zeigt den unbekleideten Albrecht Dürer. Dabei handelt es sich um ein Standporträt, wobei der Bereich unterhalb der Knie und der rechte Arm ab dem Ellenbogen fehlen und vom linken Arm nur ein Teil des Oberarms sichtbar ist.
Dürers Studien der menschlichen Figur beschränkten sich oft auf das Porträt und einzelne Körperteile und umfassten nicht immer die gesamte Figur. Die Gestalt ist leicht nach vorne gebeugt, vermutlich weil Dürer einen kleinen Spiegel benutzt hat. Dürer präsentiert sich ohne falsche Scham in einer unverkrampften Haltung. Die Hautfalte über der rechten Hüfte erinnert an die Seitenwunde Christi. Außerdem steht Dürer wie Christus an der Geißelsäule. Allerdings stellt sich Dürer nackt dar, während er Christus stets mit einem Lendentuch umlegt und auch die Blöße Adams und Evas immer mit einem Zweig verdeckt. Dieses Bild ist Dürers intimstes Selbstbildnis.
Der gezeichnete Teil des Körpers ist dunkel hinterlegt. Die dargestellte Person schaut den Betrachter direkt an. In der linken oberen Ecke ist das Namenszeichen Dürers abgebildet, wurde dort jedoch nicht von Dürer selbst angebracht. In der linken unteren Ecke befindet sich heute ein Stempel, der das Bild als Teil der Sammlung Grünling ausweist. Es wurde in einer ungewöhnlichen Mischtechnik von Feder, Pinsel und Kreide angefertigt.
Der genaue Zeitpunkt der Entstehung der Zeichnung ist unbekannt und eine Datierung ziemlich schwierig. Sicher ist sich die Wissenschaft, dass das Bild irgendwann zwischen 1500 und 1512 entstanden sein muss, da Dürer die hier angewendete Kombinationstechnik zu dieser Zeit relativ häufig anwendete. Nach Friedrich Winkler ist der dargestellte Dürer deutlich älter als 29 Jahre und jünger als 41, sodass er das Werk ziemlich genau in der Mitte des angegebenen Zeitraums ansiedeln würde.
Über die Geschichte des Bildes ist nur sehr wenig bekannt. Dürer selbst hat es zu Lebzeiten nicht aus der Hand gegeben.
Man weiß anhand des Stempels, dass es sich in der Sammlung Grünling befand, bevor es an den heutigen Besitzer, das Schlossmuseum in Weimar, ging. Da die Sammlung Grünling zu einem nicht unbedeutenden Teil aus Beständen der Albertina in Wien stammte, wird hier der Vorbesitzer vermutet.

## Selbstbildnis für Raffael
Die Existenz dieses Bildes wird durch Giorgio Vasari in seiner Lebensbeschreibung Raffaels dokumentiert. Dabei handelte es sich um eine Gegengabe für die Dürer von Raffael geschenkten Aktstudien zur Schlacht bei Ostia. Nach der Beschreibung von Vasari handelte es sich um eine Wasserfarbenmalerei auf einem sogenannten Tüchlein, das man, da Dürer auf alle Lichter auf dem Bild verzichtet hatte, sowohl von der Vorder- als auch von der Rückseite betrachten konnte. Damals befand es sich in der Sammlung des Malers Giulio Romano, der es von Raffael geerbt hatte. Später ging es, nach Joachim von Sandrart, in den Besitz der fürstlichen Sammlung von Mantua über.
Das genaue Aussehen dieses heute verlorenen Bildes ist unbekannt. Hugo Kehrer vermutete, dass Raffael es in seiner Vertreibung des Heliodor kopierte, indem er dem vorderen Sänftenträger die Züge Dürers verliehen habe. Dieser zeigt fast die gleiche Kopfhaltung wie Dürer auf seinem Selbstbildnis mit Eryngium und Selbstbildnis mit Landschaft. Haarschnitt, deutsche Mode und Bartform deuten dabei auf einen Zeitraum von 1514. Laut Vasari handelt es sich bei dem Dargestellten jedoch um Marco Antoni Raimondi.

## Weitere Selbstbildnisse

### Landauer Altar
Neben den hier aufgeführten Selbstbildnissen hat Dürer auf verschiedenen Bildern Selbstporträts von sich eingefügt, wie zum Beispiel auf dem Allerheiligenbild (Landauer Altar), wo er sich ganz rechts unten mit einer Schrifttafel dargestellt hat. Auf der Tafel steht die folgende lateinische Inschrift:

Albertus Durer Noricus faciebat anno a Virginis partu 1511.

(Deutsch: Albrecht Dürer aus Nürnberg hat es geschaffen im Jahre 1511 nach der Jungfrauengeburt.)

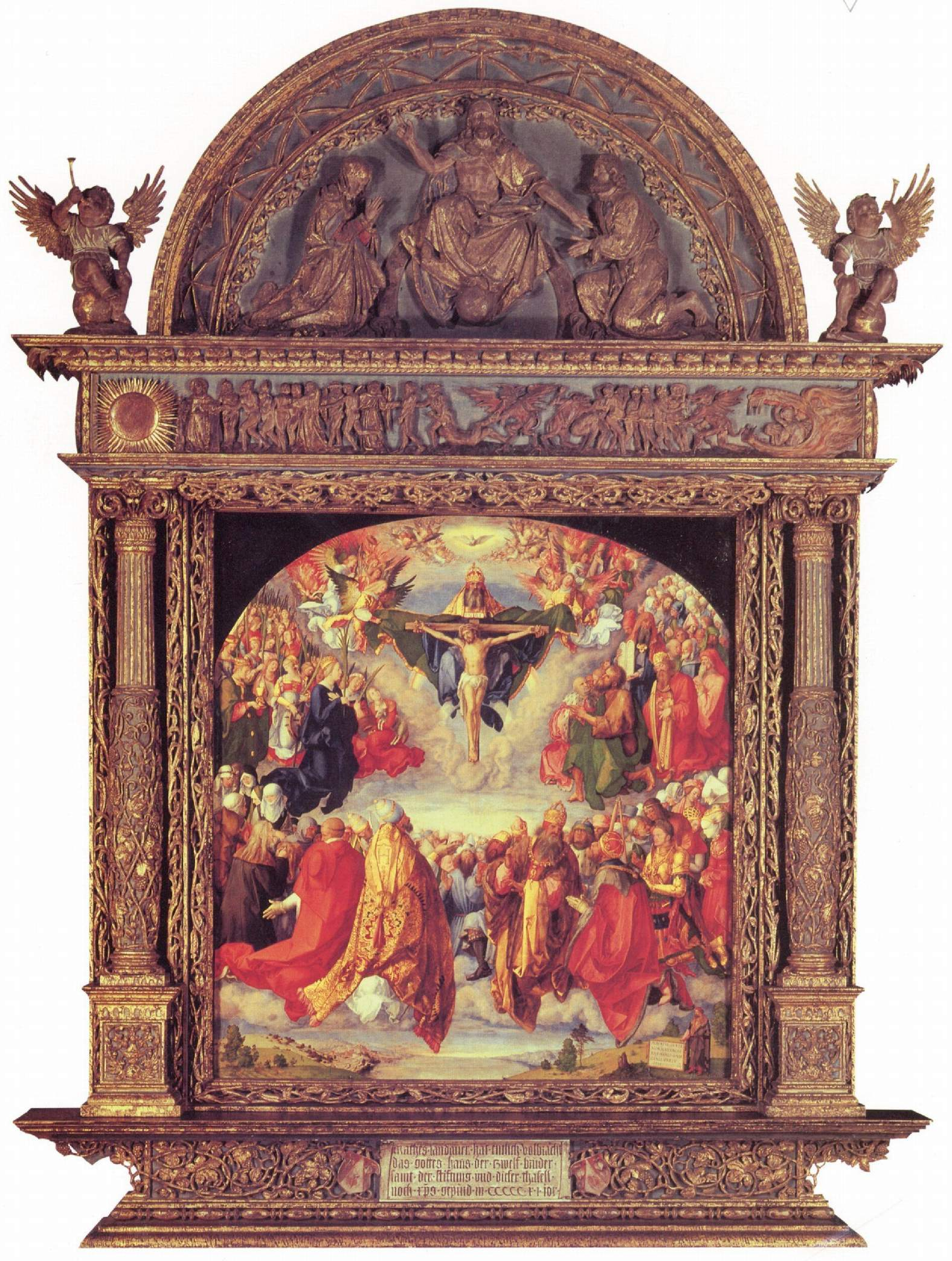
Landauer Altar (Dürer ganz rechts unten)
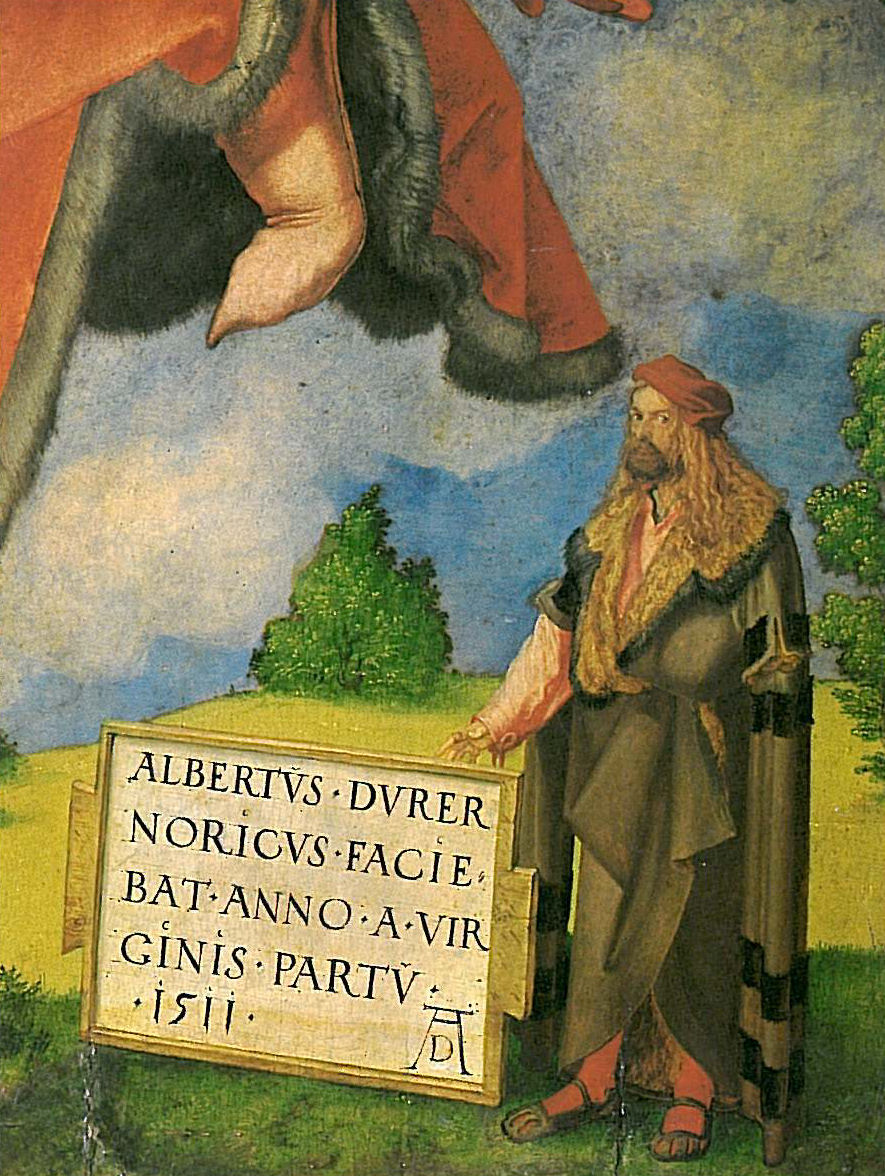
Ausschnitt aus dem Landauer Altar

### Das Rosenkranzfest
Beim Rosenkranzfest stellt sich Dürer am rechten Bildrand dar. Er hält ein Stück Papier mit der lateinischen Aufschrift:

Exegit quinque mestri / spatio Albertus / Durer Germanus MDVI / AD

Mit diesem Zettel weist Dürer darauf hin, dass er das Gemälde in nur fünf Monaten des Jahres 1506 (MDVI) geschaffen habe.

Das Rosenkranzfest: Dürer am rechten Rand
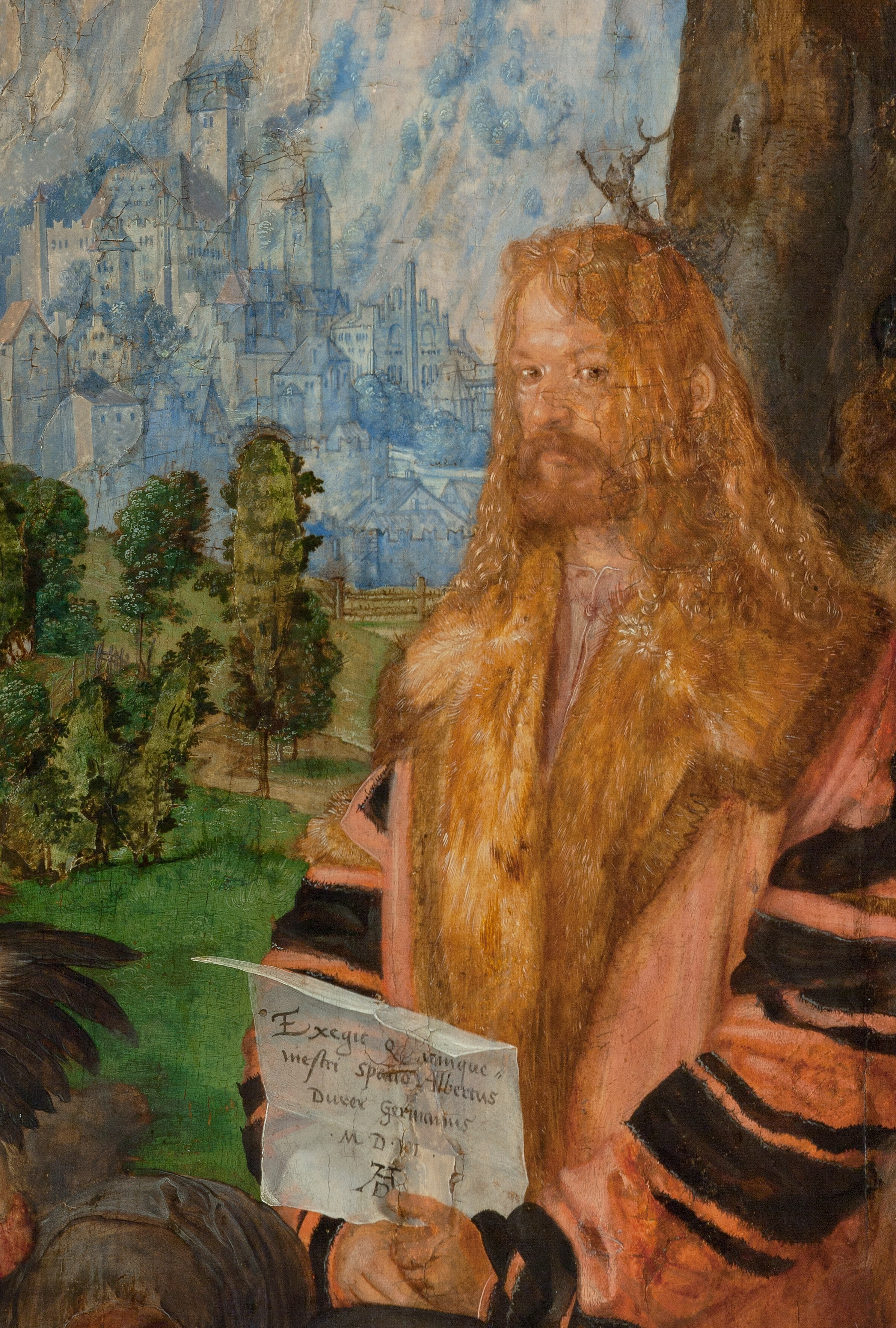
Detail

### Marter der zehntausend Christen
Bei der Marter der zehntausend Christen befindet sich Dürer, unbeteiligt vom Geschehen um ihn herum, in der Bildmitte. Hier steht Dürer in Begleitung eines älteren Mannes, dessen Identität nicht geklärt ist. Es wird vermutet, dass es sich dabei um den Humanisten und Dichter Conrad Celtis handeln könnte. Die beiden betrachten disputierend das Geschehen.

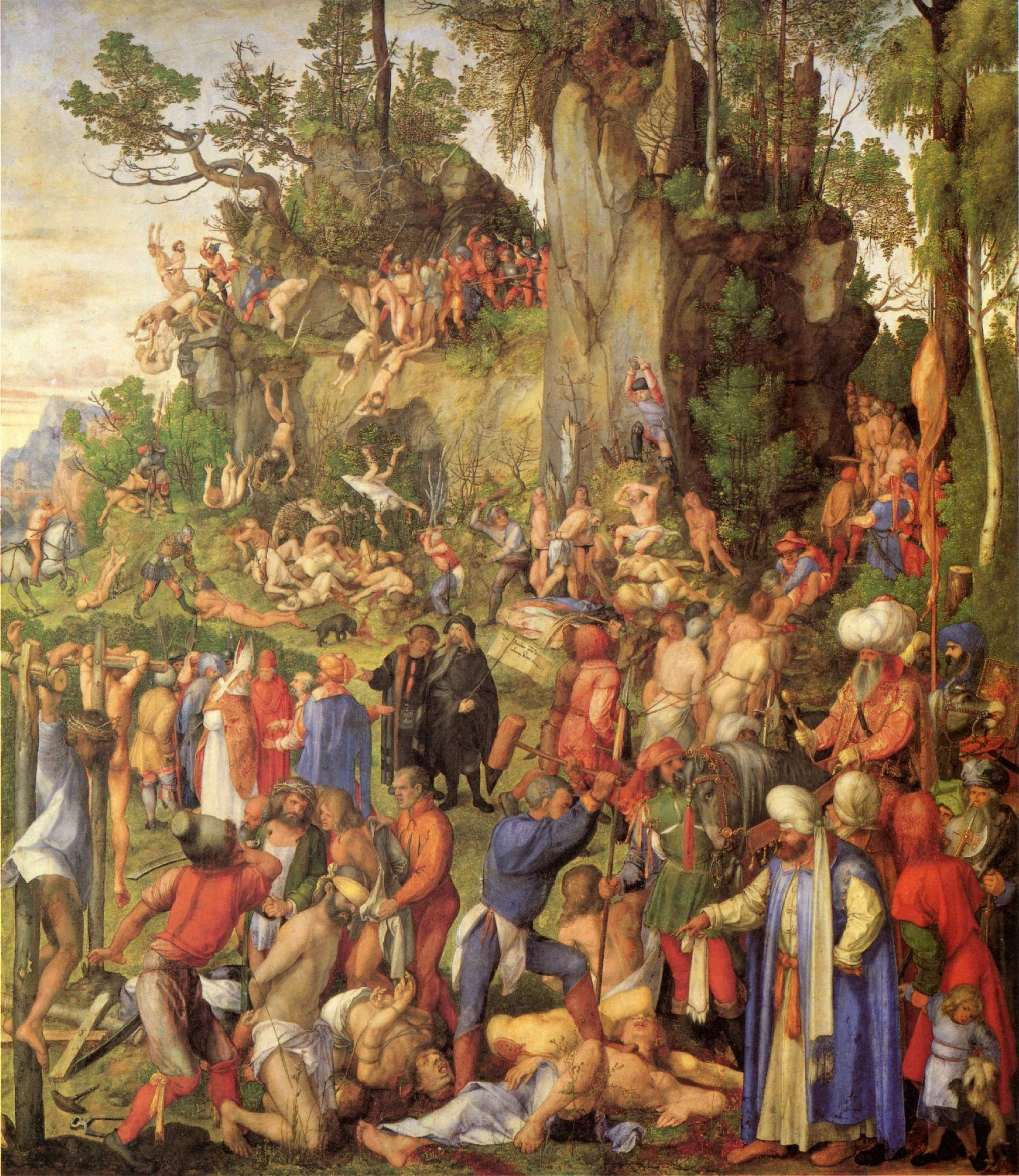
Marter der zehntausend Christen (Dürer in der Bildmitte)
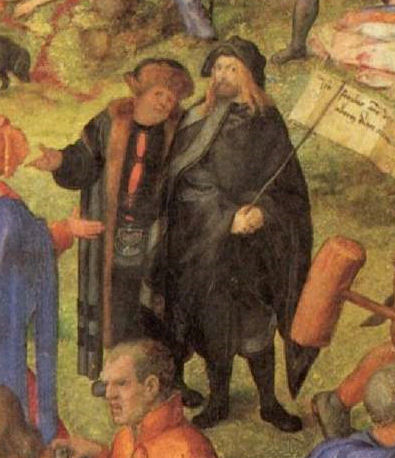
Dürer und Conrad Celtis

### Heller-Altar
Fast gleichzeitig mit den „Zehntausend Märtyrern“ erhielt Dürer den Großauftrag zum so genannten Heller-Altar für den Frankfurter Tuchhändler und Bürgermeister Jakob Heller. Albrecht Dürer steht im Hintergrund, leicht angelehnt an eine Tafel, auf der sich seine Signatur und die folgende lateinische Inschrift befindet:

Albertus Durer Alemanus faciebat post Virginis partum 1509.

(Deutsch: Der Deutsche Albrecht Dürer hat es geschaffen im Jahre 1509 nach der Jungfrauengeburt.)

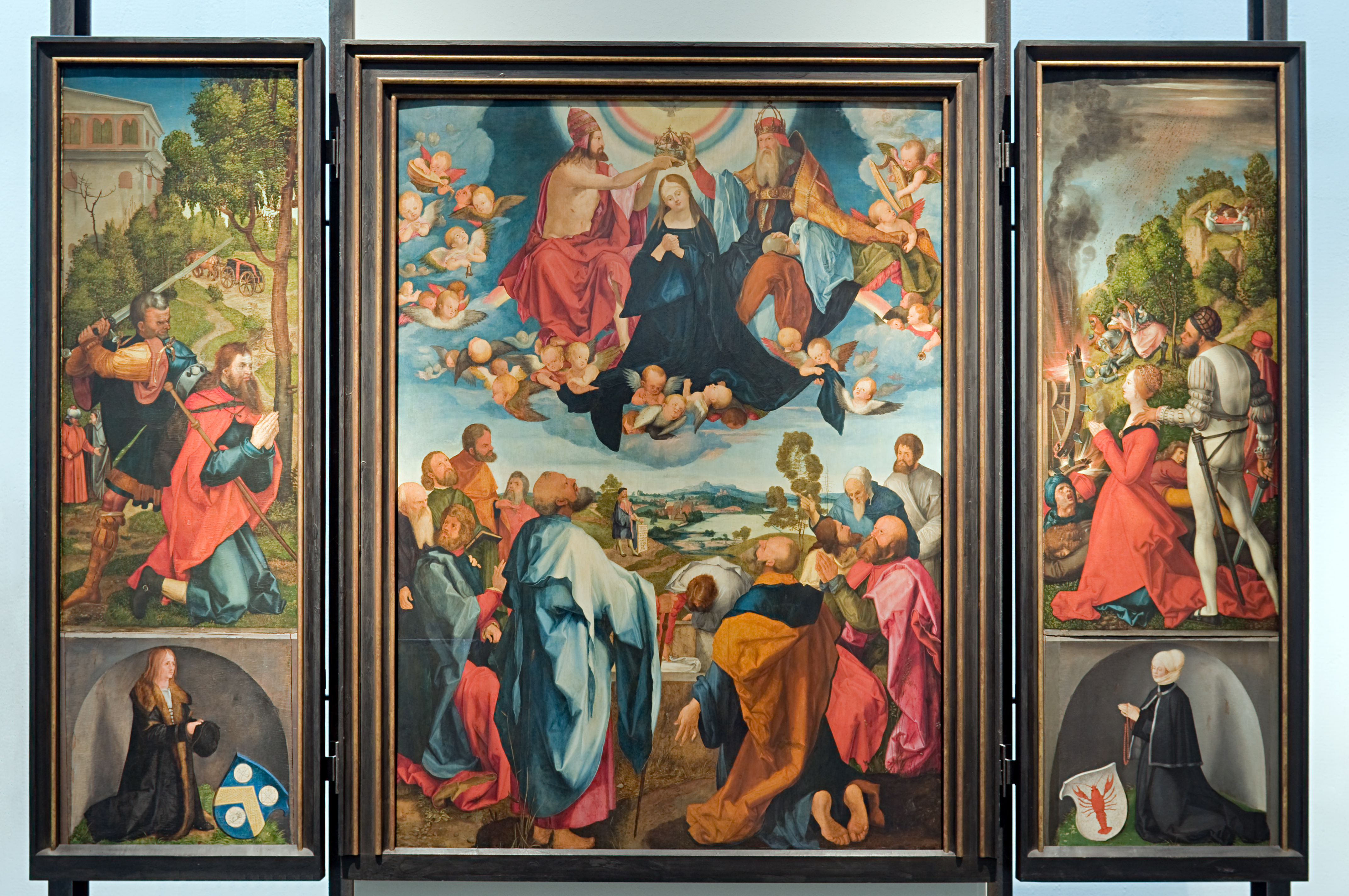
Heller-Altar: Dürer in der Mitte der Mitteltafel
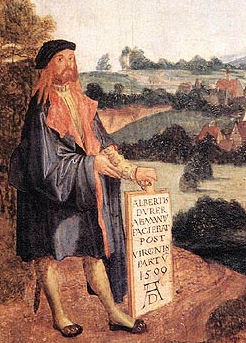
Dürer auf dem Heller-Altar

### Sonstiges
Auf seiner Holland-Reise hatte sich Dürer eine Erkrankung zugezogen, die zu einer Vergrößerung der Milz führte. Dürer wies seinen Arzt mit einer Skizze im Brief darauf hin, indem er sich selbst zeigt, wie er auf seine vergrößerte Milz deutet, und schreibt dazu:
„Do der gelb fleck ist vnd mit dem finger drawff dewt do ist mir we.“
("Da, wo der gelbe Fleck ist und worauf ich mit dem Finger deute, da tut es mir weh.")
Auf der Außenseite des Jabacher Altars stellt sich Dürer selbst als Trommler neben einem Flötenspieler dar.

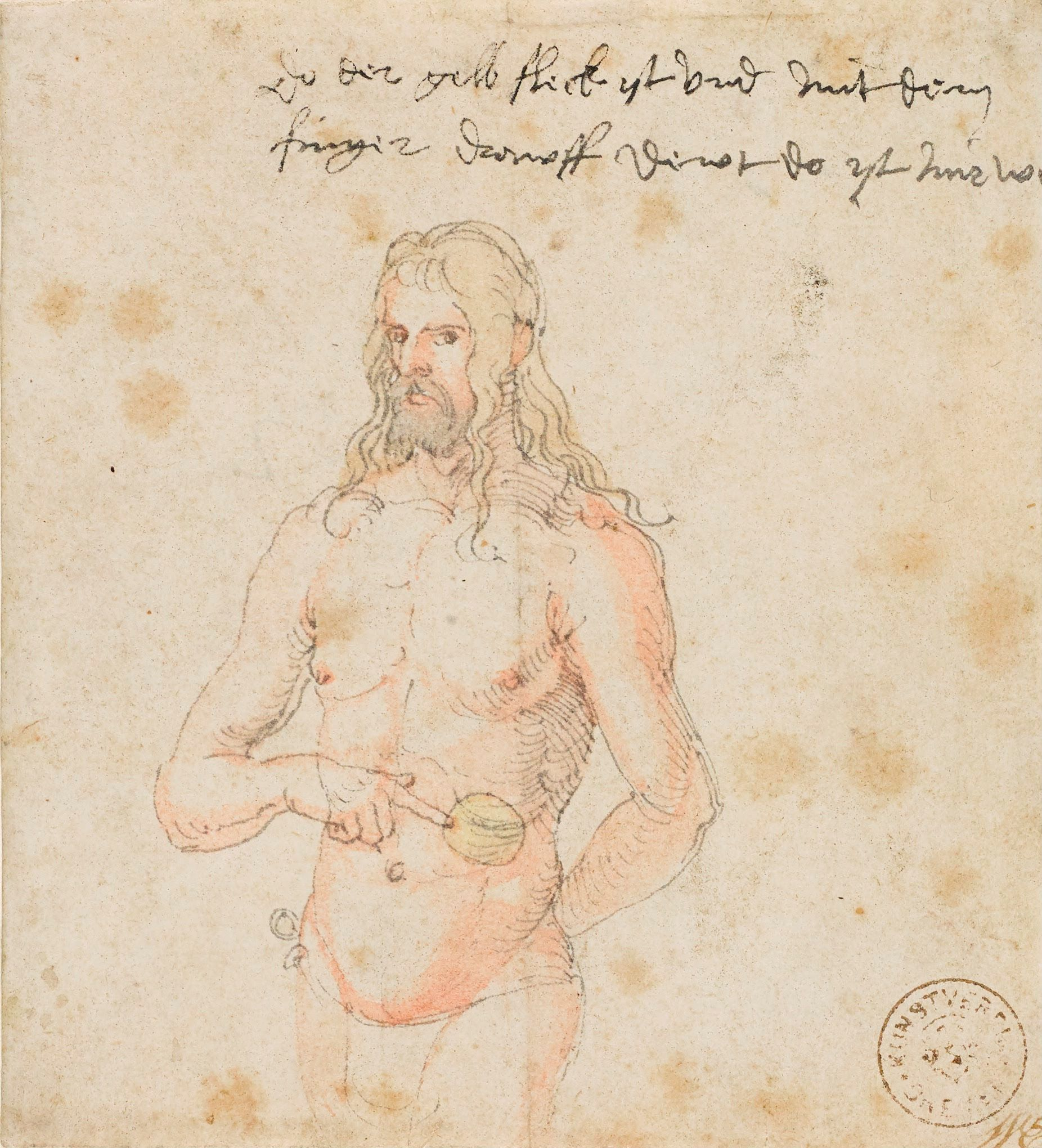
Dürer zeigt auf seine Milz
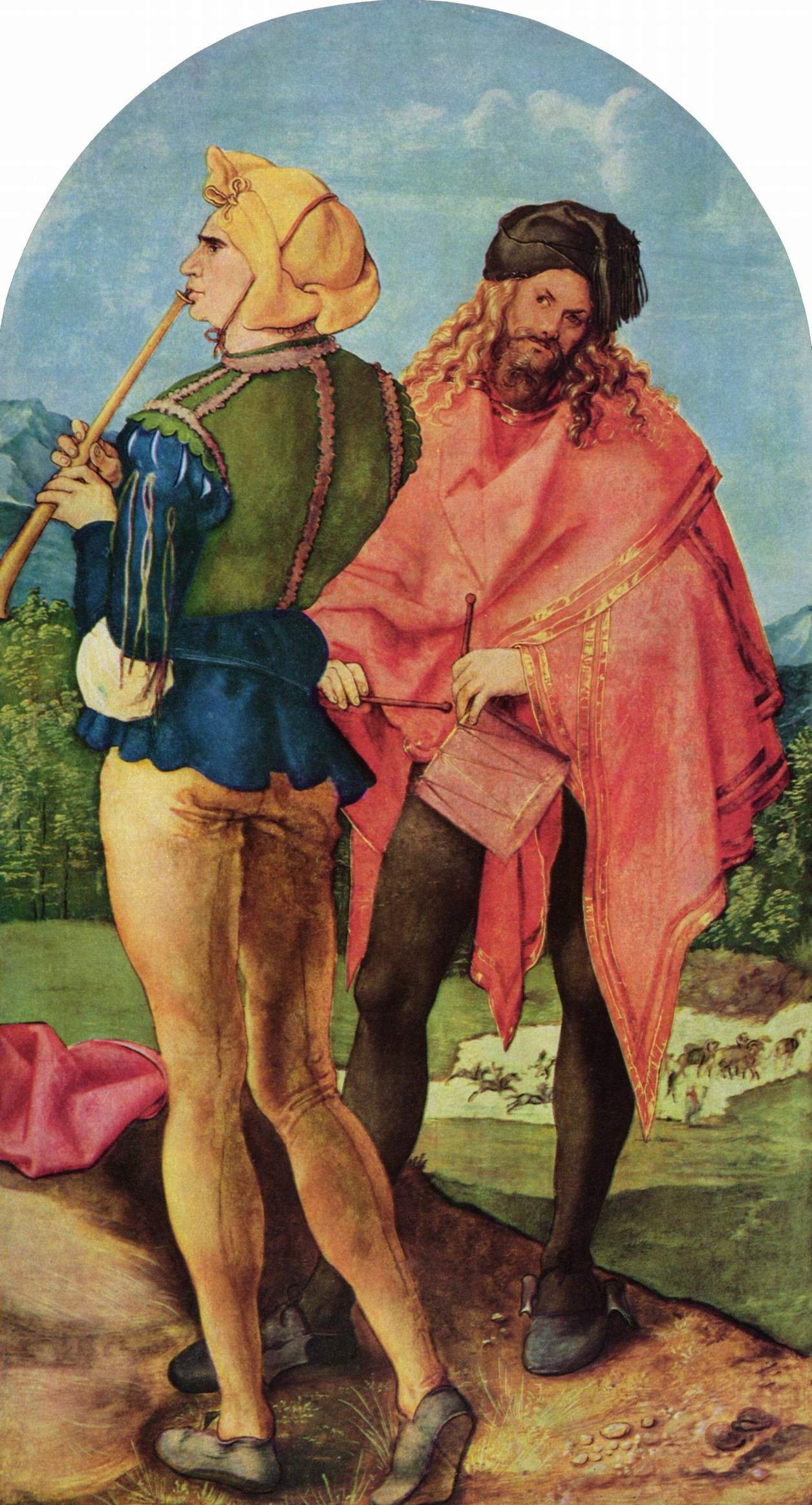
Jabacher Altar, Außenseite des rechten Flügels